# Semana sangrienta de Köpenick
La Semana sangrienta de Köpenick (en alemán: Köpenicker Blutwoche) es el nombre que se le dio a una semana de detenciones, torturas y asesinatos por parte de las SA entre el 21 y el 26 de junio de 1933. Las víctimas eran civiles, y el nuevo gobierno pensaba que en el suburbio berlinés de Köpenick había un número particularmente grande de comunistas y judíos.
Los eventos fueron planeados por el SA-Sturmbannführer Herbert Gehrke. Aproximadamente 500 opositores al nacionalsocialismo, identificados como políticos inconformistas y judíos, fueron detenidos por la brigada local de las SA, apoyada por la policía y grupos de las SA de otras partes de Berlín. Los detenidos fueron sometidos a humillaciones, torturas y asesinatos. Al menos 23 de ellos murieron. Algunos murieron posteriormente a causa de los efectos de la tortura: otros sobrevivieron pero cargaron permanentemente con las cicatrices físicas y mentales de sus terribles experiencias. La Köpenicker Blutwoche fue una manifestación temprana de alto perfil de los cambios establecidos tras el cambio de régimen de Alemania en enero de 1933: las muertes de miembros "mártires" del partido durante la semana de violencia fueron ampliamente publicitadas por el Gauleiter del partido en Berlín, Joseph Goebbels. Tras el fin de la época nazi, algunos de los perpetradores fueron juzgados y condenados entre 1947 y 1950.
La Köpenicker Blutwoche fue sólo una de toda una gama de "acciones", tanto planificadas como espontáneas, emprendidas por las SA y otras instituciones nazis en los meses posteriores a enero de 1933, dirigidas contra sus oponentes políticos, mientras los nazis implementaban su estrategia de consolidación y establecían su dictadura. Sin embargo, en las elecciones a la Asamblea Nacional (Reichstag) de marzo de 1933, sólo en el distrito electoral de Berlín (19 escaños), los dos principales partidos de izquierda, el SPD (6 diputados) y el KPD (comunistas, 5), habían reunido entre ellos 1.377.000 votos.

## Lugares y eventos
Los primeros ataques se lanzaron contra lo que más tarde se convirtió en la urbanización Elsengrund, cerca de la estación Berlín-Köpenick. Uno de los detenidos, un carpintero de 24 años llamado Anton Schmaus, mató a tiros a tres hombres de las SA en defensa propia mientras era arrestado ilegalmente el primer día, que marcó el estallido de la violencia. Después de escapar con éxito de los perseguidores ese día, fue la familia de Anton la que pagó el precio: su padre, Johann Schmaus, primero fue torturado bestialmente y luego ahorcado en el cobertizo detrás de la casa en la actual Schmausstraße 2 en Berlín-Köpenick para simular su suicidio. La madre de Anton, Katharina, y una de sus hermanas, Margareta, que entonces tenía 13 años, fueron arrestadas y llevadas al tribunal de Köpenick, donde la niña fue terriblemente abusada por los hombres de las SA, en presencia de su madre. Anton Schmaus, que era miembro del SPD y dirigente sindical, finalmente fue arrestado, recluido en la prisión del cuartel general de la policía en Alexanderplatz, torturado y luego asesinado de un disparo en la espalda durante un supuesto intento de fuga en 1934.
Para torturar a los antifascistas se utilizaron dos restaurantes, el Gaststätte Demuth en Köpenick y el Gaststätte Seidler en la cercana Berlín-Uhlenhorst. Algunos de los detenidos, tras sufrir torturas, fueron llevados a la jefatura de policía local en Seidler, pero posteriormente fueron puestos en libertad.
Las víctimas de la Köpenicker Blutwoche fueron miembros de los partidos socialdemócrata y comunista, junto con aquellos del Reichsbanner socialdemócrata, miembros del Partido Nacional del Pueblo Alemán, judíos, sindicalistas y algunas personas políticamente comprometidas e independientes de cualquier partido político. Las víctimas más conocidas incluyeron al exministro y presidente de Mecklemburgo-Schwerin, Johannes Stelling, el líder del Reichsbanner Paul von Essen y el líder local del Reichsbanner Richard Aßmann, cuyo cuerpo fue encontrado en el canal Óder-Spree. También fueron asesinados los comunistas Karl Pokern y Erich Janitzky. Se desconoce el número de personas que murieron posteriormente como consecuencia de las heridas sufridas bajo tortura. Las estimaciones sobre el número de muertos en ese momento también varían, oscilando entre 21 y 91, incluidos hasta 70 que simplemente "desaparecieron". Los cuerpos de algunas de las víctimas, muchos de los cuales fueron recuperados posteriormente, fueron atados en sacos y luego arrojados a los cursos de agua circundantes o a los lagos de Schmöckwitz. Entre aquellos cuyos cuerpos aparecieron en el río Dahme se encontraban Johannes Stelling, Paul von Essen y Karl Pokern, mencionados anteriormente.

## Seguimiento inmediato
Los opositores al gobierno arriesgaron sus vidas para tratar de exponer la verdad sobre la masacre, por ejemplo utilizando una hoja de noticias ilegal e irónicamente clandestina del Partido Comunista llamada "Luftschutz ist Selbstschutz". El político del Partido de Centro, Heinrich Krone, protestó ante el Ministerio del Interior y el pastor Ratsch protestó ante el alcalde nazi, pero sin éxito. La escala y la brutalidad de los acontecimientos fueron en ese momento efectivamente encubiertas por la propaganda gubernamental, mientras que tres hombres de las SA que habían sido asesinados fueron llorados públicamente y ascendidos póstumamente. Goebbels asistió a su funeral de estado y se cambiaron los nombres de las calles para conmemorarlos.
El 25 de julio de 1933, el ministro de Justicia, Franz Gürtner, concedió un amplio indulto general con respecto a ésta y otras atrocidades cometidas como parte de la toma nazi del país.

## Juicios en Berlín Oriental y sus consecuencias
Herbert Gehrke murió en combate poco antes de que terminara la guerra.
El fin de la Segunda Guerra Mundial en mayo de 1945 estuvo acompañado por el colapso del régimen nazi. Una gran parte de lo que quedaba de Alemania, incluido Berlín Oriental, cayó ahora bajo administración soviética: resurgió el interés oficial por la Köpenicker Blutwoche. Entre el 19 y el 21 de junio de 1947, cuatro hombres de las SA fueron acusados de crímenes contra la humanidad en relación con los acontecimientos de Köpenick catorce años antes. Dos de ellos fueron declarados culpables y condenados a penas de ocho años y dieciocho meses respectivamente: el tercero fue absuelto y el cuarto logró escapar antes del juicio. Dos más fueron juzgados, declarados culpables y sentenciados a breves penas de prisión en agosto de 1948.
No fue hasta después de que la zona de ocupación soviética dio paso a la República Democrática Alemana que un mayor número de presuntos cómplices de la masacre se enfrentaron a juicio. Entre el 5 de junio y el 19 de julio de 1950 tuvo lugar en la Cuarta Sala de lo Penal del Tribunal de Distrito de Berlín Oriental un juicio contra 61 acusados formalmente identificados. Sólo 34 de los 61 acusados estuvieron realmente presentes, y los 27 restantes fueron juzgados en rebeldía. 47 de los 61 fueron identificados como hombres de las SA, 3 fueron identificados como miembros del Partido Nazi y uno como hombre de las SS. Para los diez restantes no se registró ninguna afiliación equivalente. De los juzgados en rebeldía, se desconocía el paradero de 13, mientras que otros diez se encontraban en Alemania Occidental, que desde 1949 había estado separada de Alemania Oriental política y, cada vez más, físicamente. Otros tres acusados lograron escapar antes del juicio; Se sabía que uno había muerto joven. Los que habían escapado a Alemania Occidental nunca fueron juzgados.
La mayoría o la totalidad de los juzgados fueron declarados culpables. Quince de ellos fueron condenados a muerte, 13 a cadena perpetua y 29 a penas de prisión de entre cinco y 25 años. De los condenados a muerte, seis estuvieron presentes en el juicio. Fueron guillotinados en Fráncfort del Meno el 20 de febrero de 1951.